# Idioma arutani
El arutani o awakí (también designado por variantes de estos nombres orotani, urutani y awake, auake, auaqué, aoqui, oewaku, o mediante el etnónimo uruak) es un idioma en peligro de extinción hablado en el este de Venezuela (río Karum, Bolívar) y en el norte de Brasil (Roraima) por aproximadamente 20 personas, 17 en Brasil y 2 en Venezuela. La mayoría de los hablantes se han mezclado con los pemones o los niam, por lo que la lengua materna de la mayor parte del grupo étnico uruak es ahora el niam.

## Historia
Un trabajo de campo en la región de río Branco en 1787 (d’Almada 1787:677) menciona el grupo étnico de los aoquis, cuyo nombre y localización sugieren su identificación con los awaké. El primer informe sobre los awaké, junto con una lista de vocabulario fue compilado por Koch-Grünberg en 1913.
Se sabe que hace un siglo los awaké formaban una pequeña etnia, desde la primera expedición conocida que los contactó en 1882. En esa expedición se contaron sólo 18 miembros en el grupo étnico. Sin embargo, no está claro cuantos hablantes compententes puedan quedar actualmente. Migliazza, uno de los mejores conocedores de la región, contabilizó sólo cinco hablantes entre los quince awaké que contactó en 1964. El censo de Venezuela de 2001 contabiliza 29 awaké, aunque no registra cuantos hablantes habría entre ellos, ya que viven junto con los yanam y usan esta lengua no relacionada con el awaké. La situación de los awaké brasileños parece ser similar.
en 1942 fuero todos bautizados

## Clasificación
Es una de las lenguas peor documentadas de América del Sur, y podría tratarse de una lengua aislada o tal vez está relacionado con el sapé o caliana.
Los vocabularios recogidos no permiten asegurar ninguna relación con las lenguas vecinas. En particular no existe evidencia sólida en favor de la hipótesis arutani-sapé. El único motivo para incluir dicha familia, es que las dos son lenguas residuales vecinas y no relacionadas con otras familias, lo que ha llevado a conjeturar que pudieran ser lenguas sobrevivientes de una familia preexistente antes de la expansión de otras familias más difundidas en la región.

## Descripción lingüística
Hasta la fecha se han publicado listas breves de vocabulario y algunas frases, se conoce una lista de vocabulario no publicada, y algunos análisis gramaticales. Ernest Migliazza ha estado revisando las notas de campo de los años 1960 para publicar el material disponible. Además existe un extenso estudio etnográfico de Coppens (1983).